# Mirsad Terzić
 Mirsad Terzić (* 12. Juli 1983 in Priboj, Jugoslawien) ist ein bosnisch-herzegowinischer Handballspieler.

## Karriere
Der 1,96 m große und 100 kg schwere Rückraumspieler begann seine Karriere in seiner Heimat bei RK Željezničar, bevor er sich 2002 dem aufstrebenden Klub HRK Izviđač anschloss, mit dem er 2004 und 2005 die bosnische Meisterschaft erringen sowie ins Halbfinale des EHF-Europapokals der Pokalsieger vordringen konnte. Anschließend schloss er sich dem kroatischen Serienmeister RK Zagreb an, mit dem er 2006 und 2007 das Double gewann. Nach seinem Wechsel zum RK Celje gewann er seine fünfte Meisterschaft in Folge. Ab dem Jahr 2009 stand er beim ungarischen Topklub KC Veszprém unter Vertrag und gewann 2010, 2011, 2012, 2013, 2014, 2015, 2016, 2017 und 2019 die Meisterschaft sowie 2010, 2011, 2012, 2013, 2014, 2015, 2016, 2017 und 2018 den Pokal. Im Sommer 2020 wechselte er zum polnischen Erstligisten Wisła Płock. Mit Płock erreichte er 2020/21 und 2021/22 das Halbfinale in der EHF European League. 2022, 2023 und 2024 gewann er den polnischen Pokal sowie 2024 und 2025 die Meisterschaft.
Mit der bosnisch-herzegowinischen Nationalmannschaft nahm Terzić der Weltmeisterschaft 2015 sowie an den Europameisterschaften 2020, 2022 und 2024 teil. Mit 173 Länderspielen und 473 Toren ist er jeweiliger Rekordhalter seines Landes.